# Raimonds Vējonis
Raimonds Vējonis (Oblast de Pskov, 15 de junho de 1966) é um biólogo e político letão, foi presidente de seu país de 2015 até 2019, sucedendo a Andris Bērziņš.

## Honrarias
- Grão-mestre e comandante da Ordem das Três Estrelas (Triju zvaigžņu ordenis) — 8 de julho de 2015